# 유럽 민주당

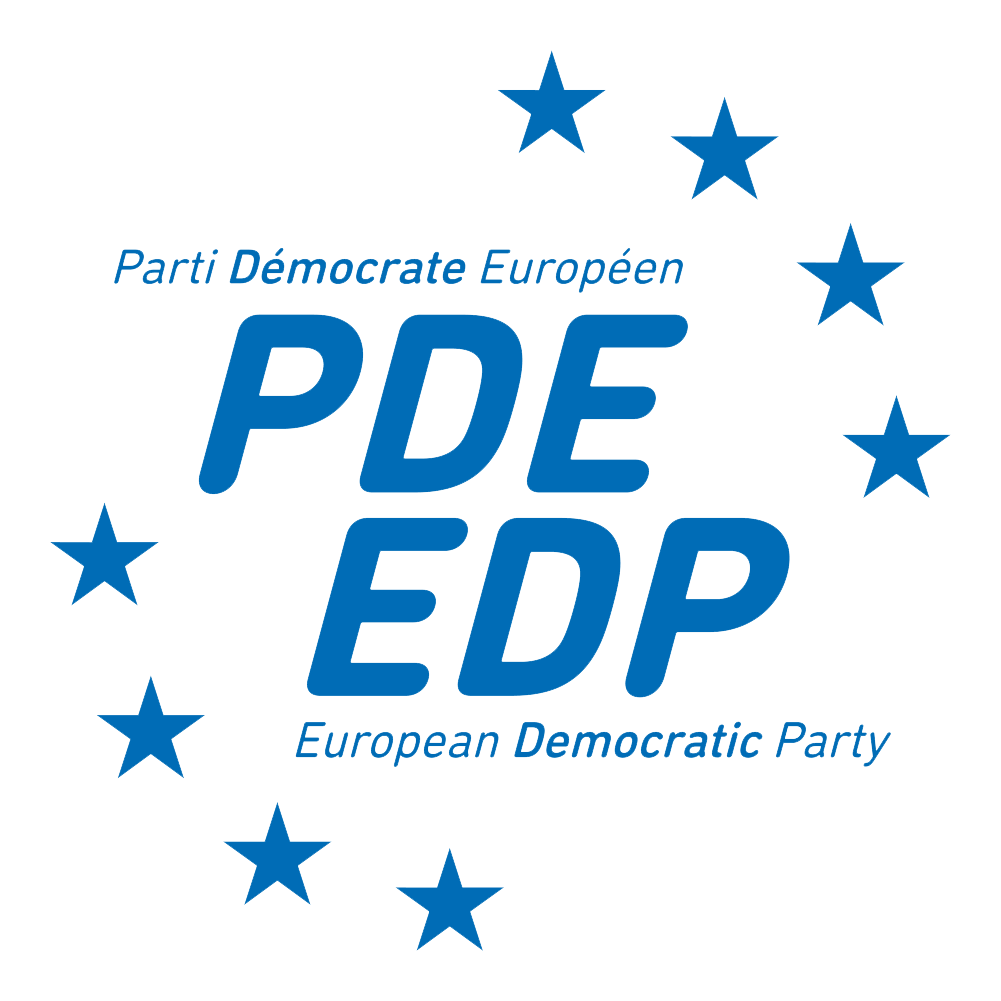

유럽 민주당(영어: European Democratic Party, EDP)은 유럽 통합을 지지하는 중도주의 성향의 범유럽 정당이다. 2004년 12월 9일 벨기에 브뤼셀에서 공식적으로 설립되었다.

## 회원 정당
- 벨기에 시민변화운동 (Mouvement des Citoyens pour le Changement)
- 키프로스 유럽당 (Ευρωπαϊκό Κόμμα)
- 체코 변화의 길 (Cesta změny), 열린 사회당 (Strana pro otevřenou společnost)
- 프랑스 민주운동 (Mouvement démocrate, 옛 프랑스 민주연합(Union pour la Démocratie Française))
- 아일랜드 메리언 하킨 (Marian Harkin, 독립 의원)
- 이탈리아 마르게리타-민주주의는 자유 (La Margherita - Democrazia è Libertà)
- 폴란드 민주동맹 (Stronnictwo Demokratyczne)
- 산마리노 국민동맹 (Alleanza Popolare)
- 슬로바키아 국민당-민주 슬로바키아 운동 (Ľudová strana – Hnutie za demokratické Slovensko)
- 슬로바키아 유럽 민주당 (Európska demokratická strana)
- 스페인 바스크 국민당 (Euzko Alderdi Jeltzalea)